# IsiHlangu

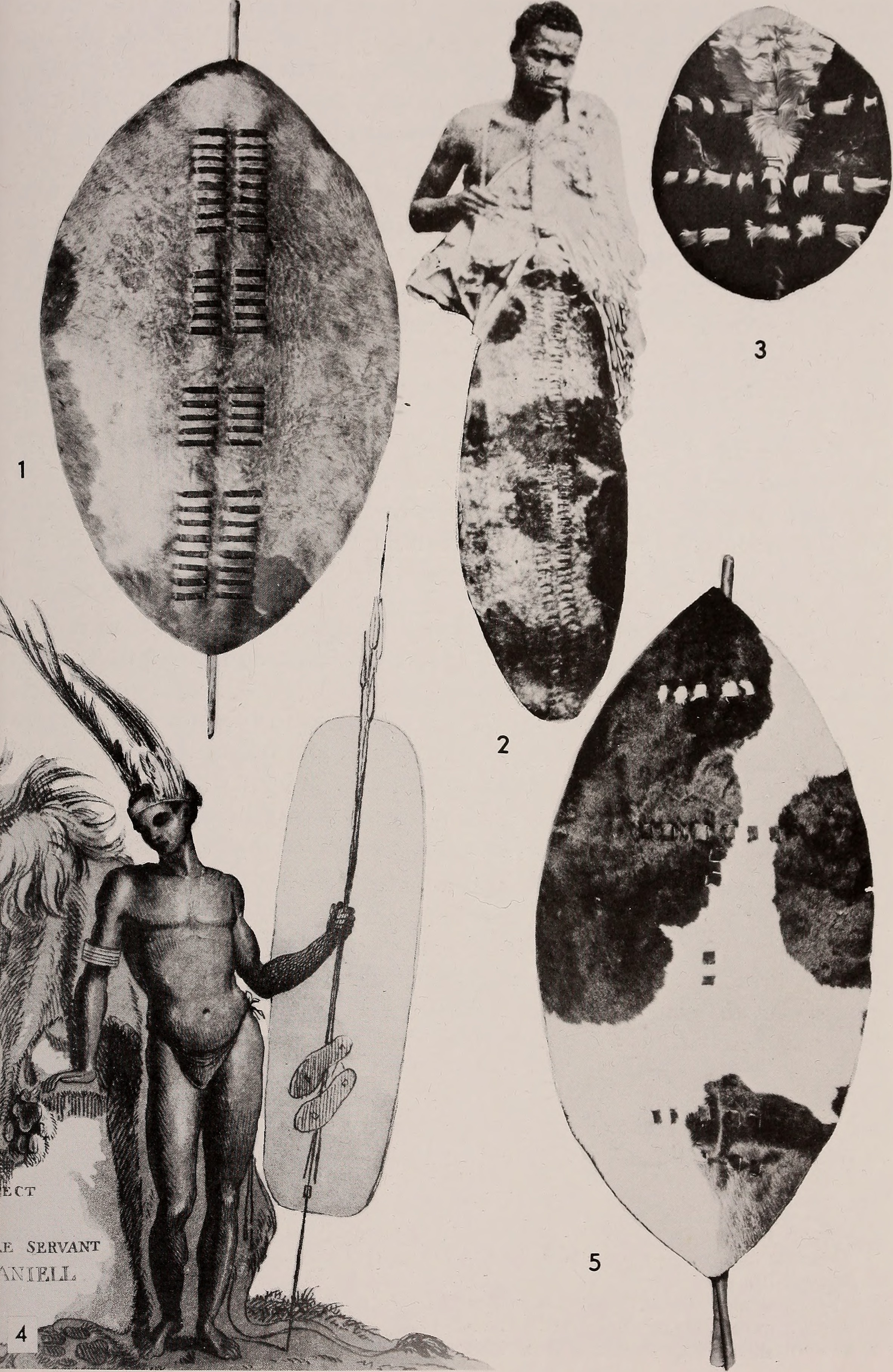
Plusieurs isiHlangu des Xhosa (Annals of the South African Museum, 1972).

L’isiHlangu est le bouclier traditionnel des Nguni, dont font partie les Zoulous.

## Caractéristiques
Pointu et de forme ovale, il est fait en peau de bœuf ou de vache. L'isiHlangu est un bouclier de guerre long de 1,5 m environ, il était utilisé par divers groupes ethniques parmi le peuple Nguni d’Afrique australe. Actuellement, il n'est plus utilisé que par les devins ou à des fins cérémonielles et symboliques, et beaucoup sont encore produits pour le marché touristique. Il existe de nombreux types de boucliers selon leur usage . Les boucliers de guerre étaient autrefois traditionnellement conservés par le chef ou le roi auquel ils appartenaient, et ils étaient considérés comme sacrés.
Les boucliers blancs appelés isiHlangu Mhlope étaient réservés aux chefs ou aux grands guerriers, le roi Chaka en avait un, les boucliers noirs ou isiHlangu Mnyama étaient eux pour les guerriers de rang inférieur ou plus jeunes,.
Le mot isiHlangu vient d'un verbe qui signifie "balayer".

## Galerie

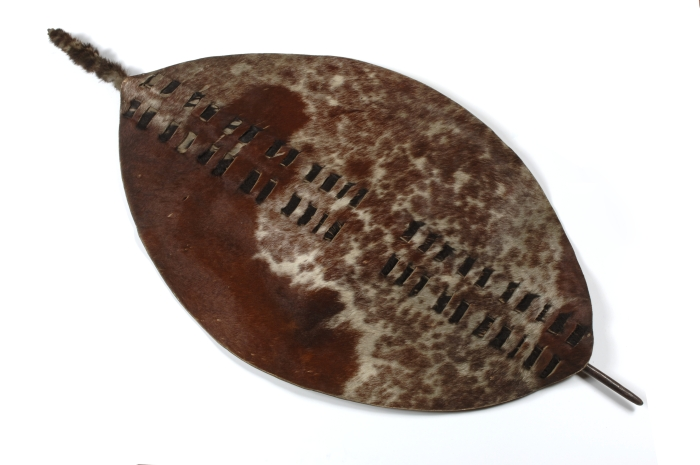
isiHlangu zoulou
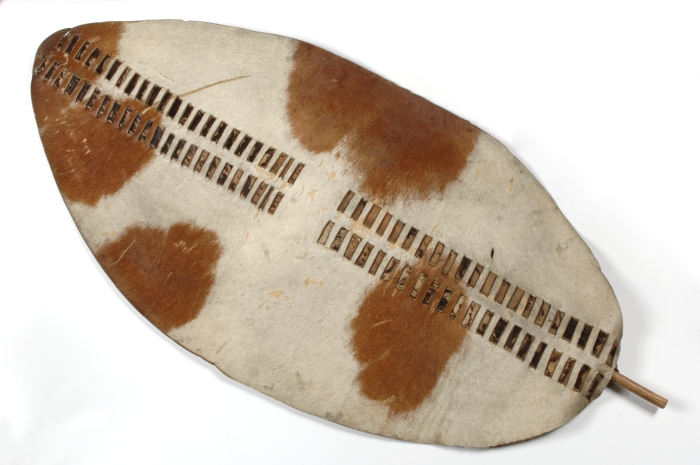
isiHlangu Mhlope
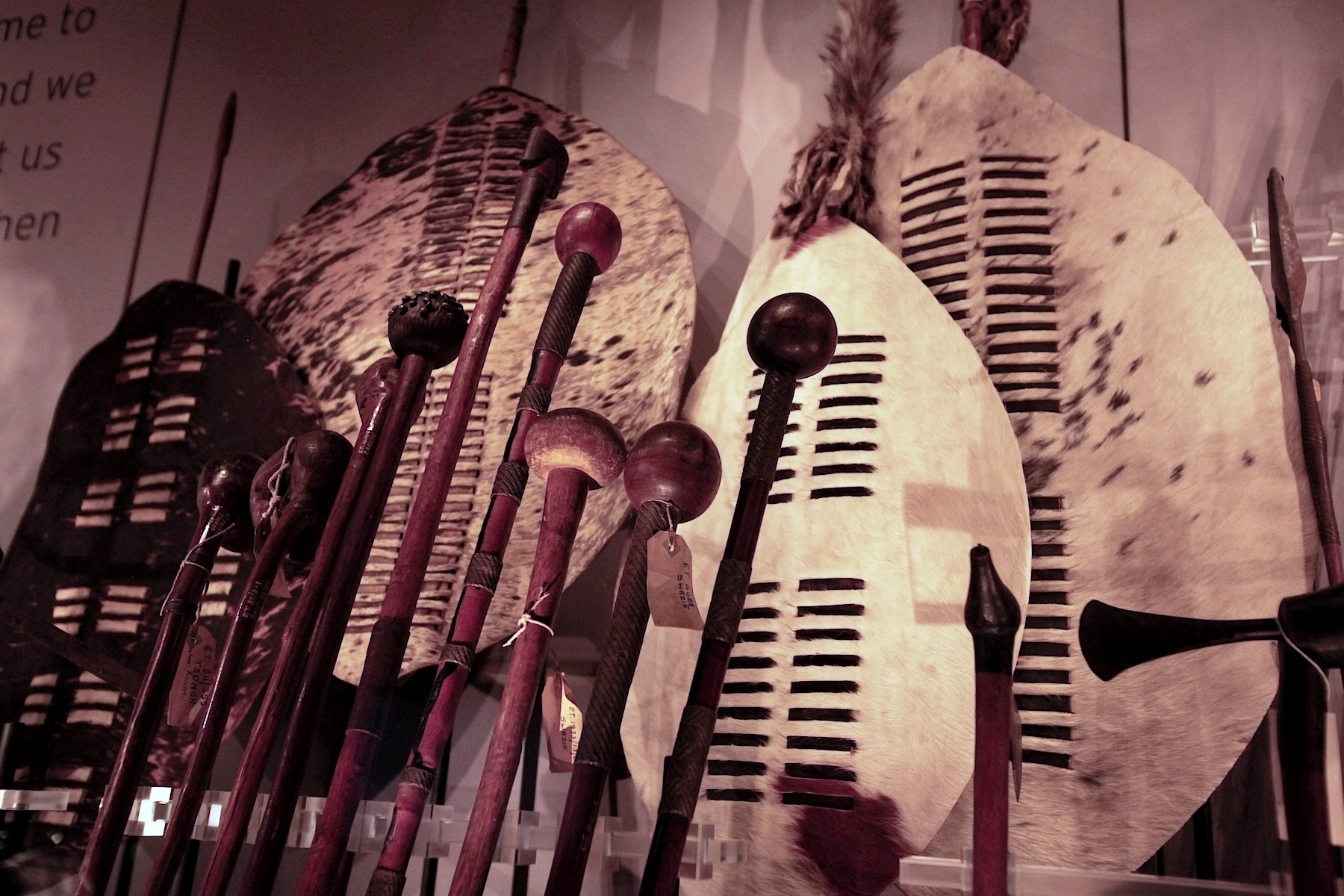
Ensemble de boucliers et de Knobkierries